# 松戸南郵便局
松戸南郵便局（まつどみなみゆうびんきょく）は、千葉県松戸市にある郵便局である。民営化前の分類では集配普通郵便局であった。

## 概要
所在地：〒270-2299 千葉県松戸市松飛台470-1

### 併設施設
- ゆうちょ銀行千葉地域センター（松戸分室）

### 分室
現在はなし

#### かつて存在した分室
- 市川分室

所在地：〒272-9799 千葉県市川市塩浜1-6-1 プロロジスパーク市川3
大手通販事業者から差し出されるゆうパケットを地域区分局ごとに区分する業務（地域区分局業務）を行っていた。ゆうゆう窓口の設置はなし。
2023年（令和5年）2月13日、市川南郵便局に移管される形で廃止。

## 沿革
- 1997年（平成9年）10月13日 - 松戸南郵便局として、松戸市松飛台に開局[1]。松戸郵便局および松戸北郵便局の郵便区（集配業務）のそれぞれ一部を当局へ移管。
- 2000年（平成12年）8月14日 - 外国通貨の両替および旅行小切手の売買に関する業務の取扱を開始。
- 2003年（平成15年）1月6日 - 貯金事務センターの再編に伴い設置された郵便貯金千葉センターを当局内に併設。
- 2007年（平成19年）10月1日 - 民営化に伴い、併設された郵便事業松戸南支店に一部業務を移管。
- 2012年（平成24年）
  - 2月12日 - 郵便事業千葉西ターミナル支店からゆうパックの地域区分業務を移管。
  - 4月29日 - 浦安郵便局から通常郵便物の地域区分業務を移管。
  - 10月1日 - 日本郵便株式会社発足に伴い、郵便事業松戸南支店を松戸南郵便局に統合。
- 2023年（令和5年）2月13日 - 地域区分業務を市川南郵便局に移管[2]。これに伴い、市川分室を廃止。
- 2024年（令和6年）2月26日 - 松戸北郵便局から集配業務を移管[3]。

## 取扱内容
- 郵便、印紙、ゆうパック、内容証明
- 貯金、為替、振替、振込、国際送金、外貨両替・トラベラーズチェック、国債、投資信託
- 生命保険、バイク自賠責保険、自動車保険、がん保険 変額年金保険
- ゆうちょ銀行ATM
- 松戸市内の一部地域（〒270-22xx、〒270-00xx）の集配業務
- ゆうゆう窓口

## 風景印
- 図案は日本の道百選『常盤平の桜並木』・『２１世紀の森と広場』・名産『梨』
- 使用開始日は1997年（平成9年）10月13日

## 周辺
- 東京都立八柱霊園
- マブチモーター本社
- 東京病院松飛台
- 東京電力松飛台変電所
- 松飛台工業団地
- 陸上自衛隊松戸駐屯地
- 日本郵便輸送 松戸営業所
- 国道464号

## アクセス
- 北総鉄道北総線大町駅から徒歩約11分（経路案内）
- 北総鉄道北総線松飛台駅から徒歩約13分（経路案内）
- 京成電鉄松戸線くぬぎ山駅から徒歩約15分（経路案内）
- 京成バス千葉ウエスト 泉ヶ丘団地入口停留所下車、徒歩0分
- 東京外環自動車道 市川北ICから北東へ約6km
- 駐車場あり：30台